# Syntoniser Amani
 (octobre 2012).
Pour plus de détails, voir Fiche technique et Distribution.
Syntoniser Amani est un film documentaire espagnol réalisé en 2008.

## Synopsis
Après l’ikiza (tueries du régime burundais en 1972 contre les intellectuels hutus), des réfugiés burundais exilés en Tanzanie avaient fondé le Parti pour la Libération du Peuple Hutu. Le bras armé de ce parti est le FNL, Front National de Libération. En 2006, après un long processus de négociations avec l’opposition politique et armée, le président du Burundi appela les combattants du FNL par la radio à se détacher du groupe armé et à adhérer volontairement au processus de paix. Dans ce contexte, Syntonizer Amani pénètre dans la vie de trois jeunes : Désiré, Jean Claude et Jérémie, ex-combattants du FNL.

## Fiche technique
- Réalisation : Germán Reyes Ruiz
- Production : La Bretxa
- Scénario : Germán Reyes Ruiz, Miguel Ángel Prieto Vaz
- Image : Ana Torres
- Montage : Ana Torres
- Son : Carlos Pons
- Musique : Carlos Pons, Mosaic Project
- Interprètes : Desiré, Jean Claude, Jérémie